# Kerka
Die Kerka (slowenisch Velika Krka, Prekmurisch: Velka Kerka), alte ungarische Schreibweise Kerkás, ist ein ungefähr 70 km langer Fluss in Slowenien und Ungarn.

## Verlauf
Die Quellen des Flusses liegen in der slowenischen Gemeinde Šalovci (deutsch: Schlabing) beim Ort Čepinci (deutsch: Spitzberg) im Vendvidék-Gebirge nahe der ungarisch-slowenischen Grenze.
Hier wird der Fluss Velika Krka (große Kerka) genannt. Von dort fließt der Fluss Richtung Osten, wo er nach ungefähr 15 km das ungarische Gebiet erreicht. Insgesamt fließt die Velika Krka 23 km durch Slowenien. Kurz nach der Grenze zu Ungarn mündet in den Fluss, der jetzt Nagy-Kerka (große Kerka) genannt wird, noch die Mala Krka (kleine Kerka, in Ungarn Kerca oder Kis-Kerka genannt) von rechts. Ab hier heißt der Fluss nur noch Kerka.  Auf ungarischem Gebiet dreht sich der Flusslauf Richtung Südosten und später gegen Süden durch die Stadt Lenti.
Westlich von Muraszemenye mündet die Kerka in die Ledava, die in Österreich entspringt (dort Lendva/Limbach genannt, ungarisch Lendva-patak) und etwa 1½ Kilometer weiter in die Mur mündet. Ab Einmündung der Kerka-Mündung bildet die Ledava ein schon mit der Mur verflochtenes Netz aus Altarmen und Feuchtgebieten, so dass Kerka-Wasser auch direkt in die Mur fließt. Hier ist die Grenze zwischen Slowenien, Ungarn und Kroatien ungeklärt, Slowenien gibt sein Staatsgebiet bis zur Mündung in die Mur, nach der amtlichen Karte dieses Landes mündet aber die Ledava in die Kerka, und die Kerka in die Mur. Ungarn gibt die kroatisch-ungarische Grenze schon ab der Mündung der Kerka in die Ledava. Der Mur gegenüber liegt die kroatische Gemeinde Podturen. Andere Karten lassen die Ledava in die Kerka münden, so etwa die ungarische Enzyklopädie Pallas.

## Biologie
Neben 26 Fischarten, unter anderem die Bachforelle (Salmo trutta fario), der Donausteinbeißer (Cobitis elongatoides), der Bitterling (Rhodeus amarus) und das Ukrainische Bachneunauge (Eudontomyzon mariae) sind auch Edelkrebse (Astacus astacus) häufig in dem relativ schnell fließenden Bach zu finden. Im Uferbereich leben Fischotter (Lutra lutra), Biber (Castor) und Waldschnepfen (Scolopax rusticola) sowie viele Arten von Rüsselkäfern.
Im Mündungsbereich wachsen in den Seitenarmen viele Seerosen (Nymphaea).

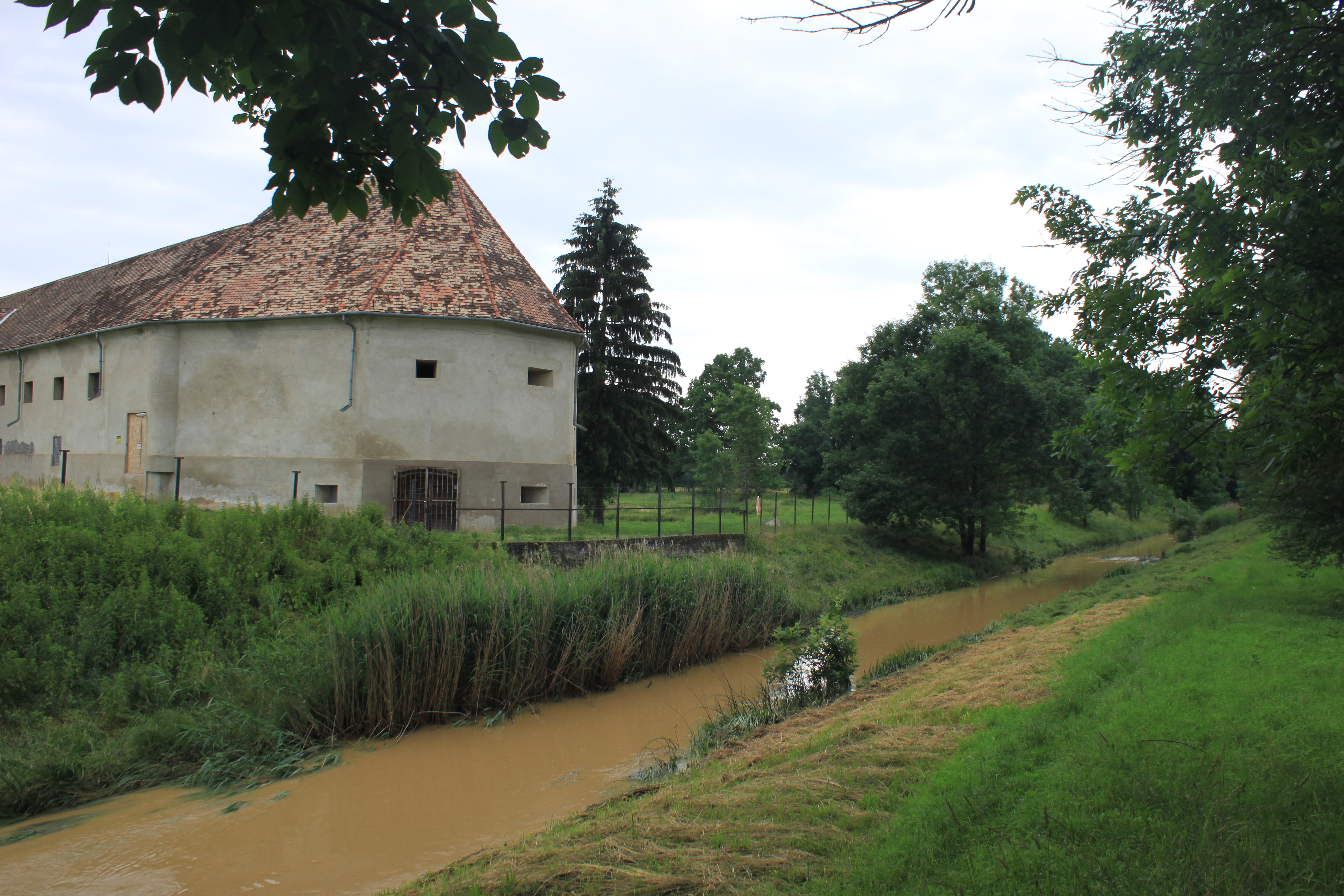
Die Kerka an der Burg Lenti

## Ökologie
Ab Šalovci fließt der Bach in einem weitgehend künstlich geformten Flussbett. In Ungarn, wenn sich die Kerka nach Süden wendet, hat sie teilweise kanal- bzw. grabenähnlichen Charakter. Die ursprünglichen Feuchtgebiete am Bachufer sind – bis auf das Mündungsgebiet – weitgehend trockengelegt und dienen dem Ackerbau und der Viehzucht. Die Auwälder des Mündungsgebietes sind ein geschützter Teil des Kerka-Naturparks (ungarisch: Kerka-mente Natúrpark) und als Natura-2000-Gebiet zertifiziert.
Der mittlere Flussabschnitt ab der Grenze von Hodoš bis Kerkakutas ist seit 2002 Teil des Nationalpark Őrség (ungarisch: Őrségi Nemzeti Park).
Der gesamte Verlauf der Velika Krka in Slowenien liegt seit 2003 im Landschaftspark Goričko (slowenisch: Krajinski Park Goričko) und somit gleichzeitig im Natura-2000-Gebiet Goričko.

## Hydrologie
Die Velika Krka ist in Slowenien ein kleiner Bach, der im Sommer und Herbst wenig Wasser führt. Bei starken Regenfällen schwillt er jedoch stark an und sorgt für Überschwemmungen in den umliegenden Feldern.
Als höchste Wassermassen wurden an der Kontrollstelle Hodos (slowenisch-ungarische Grenze) am 20. Februar 1987 29,6 Kubikmeter pro Sekunde gemessen.
Vor der Industrialisierung war trotz der geringen Wassermenge die Velika Krka einst wichtig für den Betrieb kleinerer landwirtschaftlicher Mühlen im Goričko.
Die Burg Kerka var (auch: Lenti var) war bis ins 19. Jahrhundert von einem Wassergraben umgeben, der von der vorbeifließenden Kerka gespeist wurde.